# Tuamotu
Tuamotu (francouzsky Îles Tuamotu, tahitsky Tūāmotu mā) je jeden z největších řetězů korálových atolů na světě, který pokrývá plochu zhruba odpovídající rozloze západní Evropy. Administrativně patří pod Francouzskou Polynésii.
Všechny ostrovy v souostroví Tuamotu jsou nízké korálové ostrovy. Makatea je jedna ze tří velkých fosfátových skal v Tichém oceánu (další jsou Nauru a Banaba v Kiribati). Na atolech Fangataufa a Mururoa prováděla Francie v 60. až 90. letech 20. století pokusné výbuchy atomových zbraní.

## Ekonomika
Přežití ostrovních komunit je většinou postaveno na soběstačném zemědělství a rybolovu. Dodatečné příjmy jsou zejména z produkce černých (tahitských) perel a přípravy kopry. Příjmy z turistiky jsou jen velmi slabé, protože infrastruktura a organizace je, na rozdíl od oblasti Společenských ostrovů velmi nízký. Na atolech jako Rangiroa nebo Minihi jsou vybudovány centra pro rekreační a sportovní potápění s výstrojí.

## Geografie

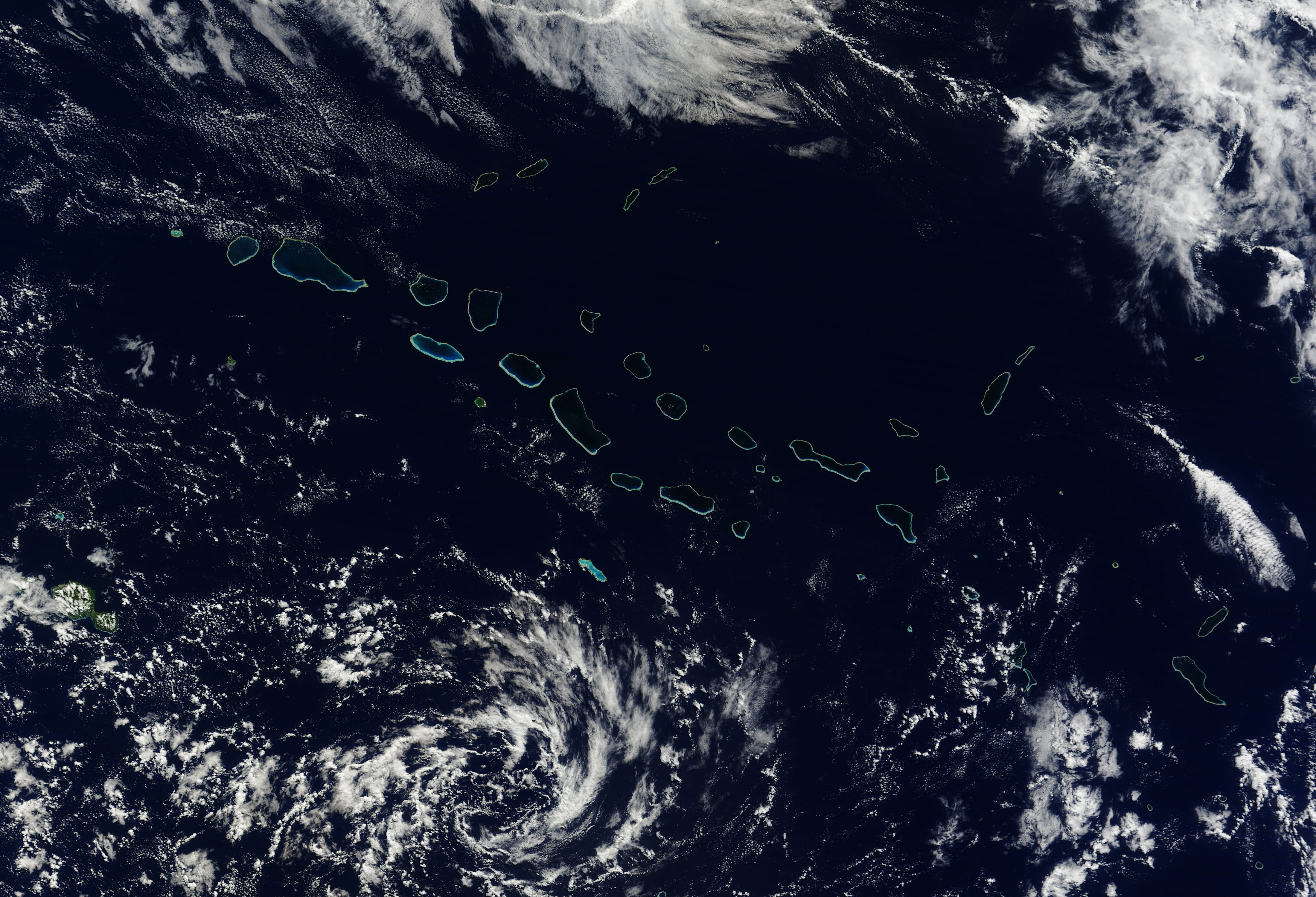
Pohled na Tuamotu z vesmíru

I přes rozsáhle oblasti, kterou Tuamotu zabírá je celková rozloha souše pouze 885 kilometrů čtverečních. Klima je tropické bez výraznějších změn ročních období. Celoroční průměrná teplota dosahuje 26 °C. Prakticky vůbec se na atolech nevyskytují řeky nebo sladkovodní jezera. Zásoby pitné vody jsou získávány z deště nebo i odsolovacími továrnami, které jsou energeticky velmi náročné. Roční srážkový průměr je 1400 mm.
Geologická stabilita oblasti je trvale stabilní, již po staletí nebyly zaznamenány žádné výraznější zemětřesení nebo výbuchy sopek.

## Flóra a fauna

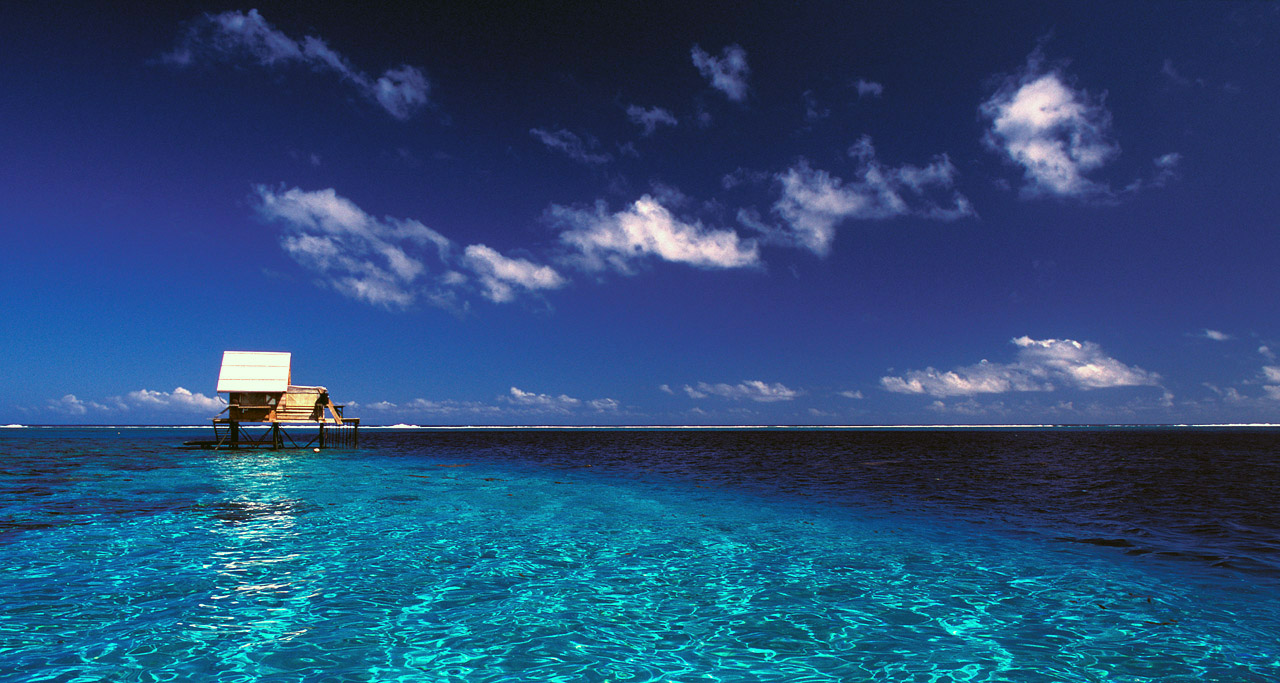
Perlová farma na Tuamotu

Nedostatek půdy korálových atolů neumožňuje různorodou vegetaci. Nejběžnějším druhem je kokosovník ořechoplodý, který tvoří základ pro produkci kopry a je tedy velmi důležitým ekonomickým činitelem. Zemědělství slouží prakticky jen pro soběstačnost obyvatelstva. K nejčastěji pěstované zelenině můžeme zařadit yam , taro a chlebovník. Tropického ovoce se zde pěstuje široká škála.
Útesy jsou naopak na různorodost, zejména vodní faunu a flóru velmi bohaté. Ze živočichů vyskytujících se nad hladinou vodní ptactvo, hmyz a drobní plazi. Na Tuamotu žije asi 57 druhů ptáků, ale přibližně pětina z nich je endemická. Třináct druhů je ohrožených a jeden už vyhynul.

## Geologie

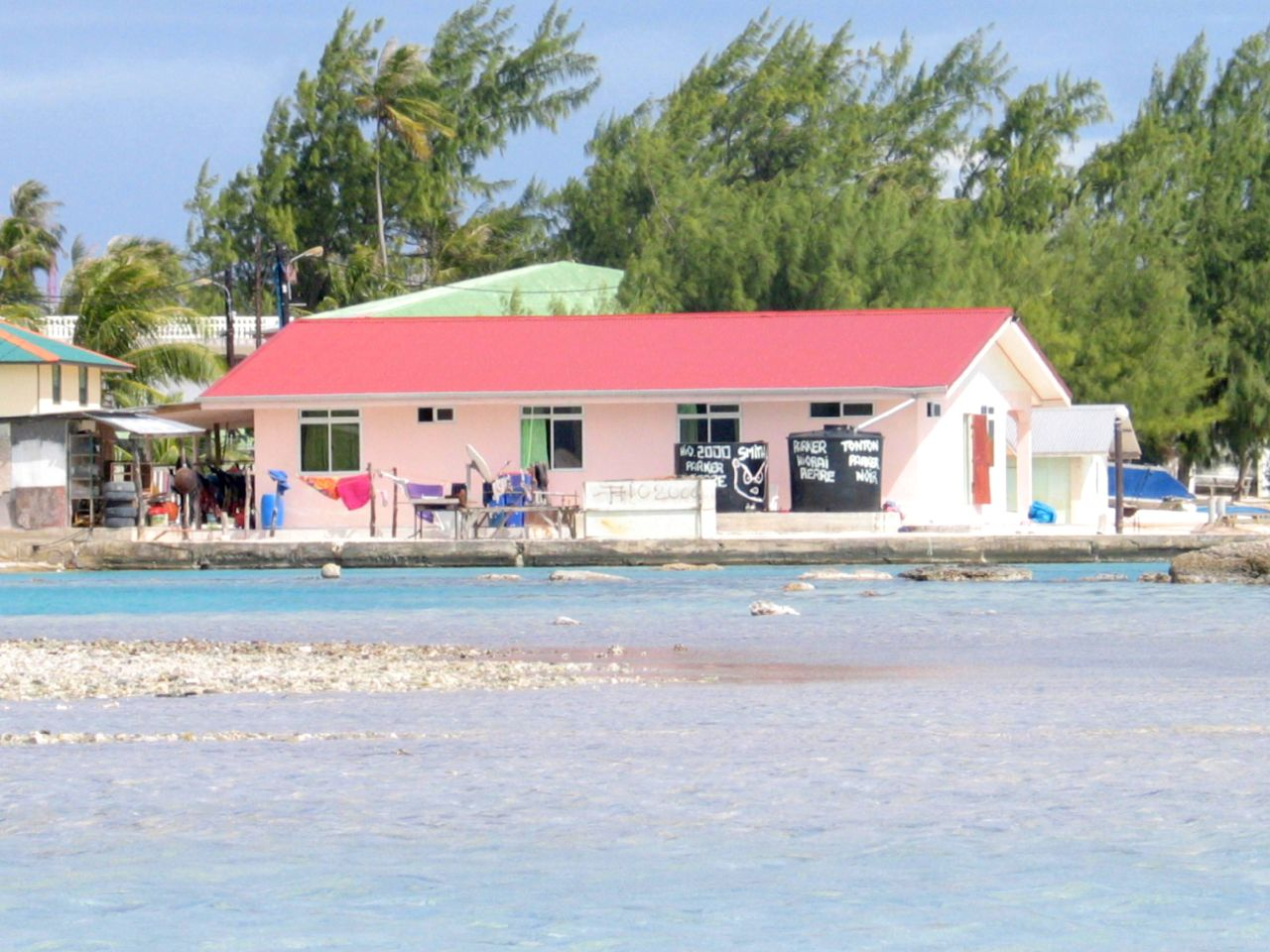
Typické domy na Tuamotu

Všechny korálové atoly jsou nízké ostrovy, tedy písečná vyvýšenina na povrchu korálového útesu. Jihozápadně od ostrova Palliser je ostrov Makatea, který je jeden ze tří fosfátových kamenných ostrovů v Tichém oceánu.
Na severozápadě souostroví je kruhový atol Taiaro, který je jedním z mála příkladů zcela uzavřené laguny. Atol byl organizací UNESCO v roce 1977 prohlášen biosférickou rezervací.

## Historie

Vlajka souostroví Tuamotu

Dávná historie souostroví zůstává tajemstvím, protože zde bylo nalezeno málo archeologických nálezů. Archeologické nálezy naznačují, že západní Tuamotu bylo osídleno v 7. století. Na atolech Rangiroa, Manihi a Mataiva se našly zbytky ceremoniálních plošin (nazývaných marae) vytvořených z korálových bloků, ale přesný věk není znám.
Prvním zdokumentovaným Evropským návštěvníkům byl portugalský mořeplavec Fernão de Magalhães, který oblast navštívil v rámci jeho objevitelské plavby kolem světa v roce 1521 ve službách španělské Koruny. Po něm následovaly:
- Portugalský mořeplavec Pedro Fernandes de Queirós v roce 1606, také pod španělskou vlajkou
- Nizozemští námořníci Willem Schouten a Jacob Le Maire v roce 1616
- John Byron v roce 1765
- Louis Antoine de Bougainville v roce 1768
- James Cook během jeho první plavby v roce 1769
- Španělský navigátor Domingo de Bonechea v roce 1774
- Německý navigátor Otto von Kotzebue, který plul pod vlajkou Ruského carství v roce 1815

Ani jedna z těchto návštěv neměla politické důsledky. Ostrovy zůstaly nadále pod vlivem Polynéské královské dynastie Pomar z Tahiti.
Toto vládnutí narušili až první křesťanští misionáři v 19. století. Následně začal vzkvétat i obchod s perlami, z nichž Evropští obchodníci udělali velmi lukrativní zboží. Francie donutila tahitského krále k abdikaci a obsadila ostrovy bez nutnosti anexe.
Tuamotu se dostalo do celosvětových titulků v roce 1947, kdy norský archeolog a dobrodruh Thor Heyerdahl po dlouhé plavbě na balsovém voru Kon-Tiki ztroskotal na atolu Raro. Naposledy byla část atolů středem pozornosti během francouzských nukleárních testů na atolech Mururoa a Fangataufa.